# Colea lantziana
Colea lantziana là một loài thực vật có hoa trong họ Chùm ớt. Loài này được Baill. mô tả khoa học đầu tiên năm 1887.